# Respirator

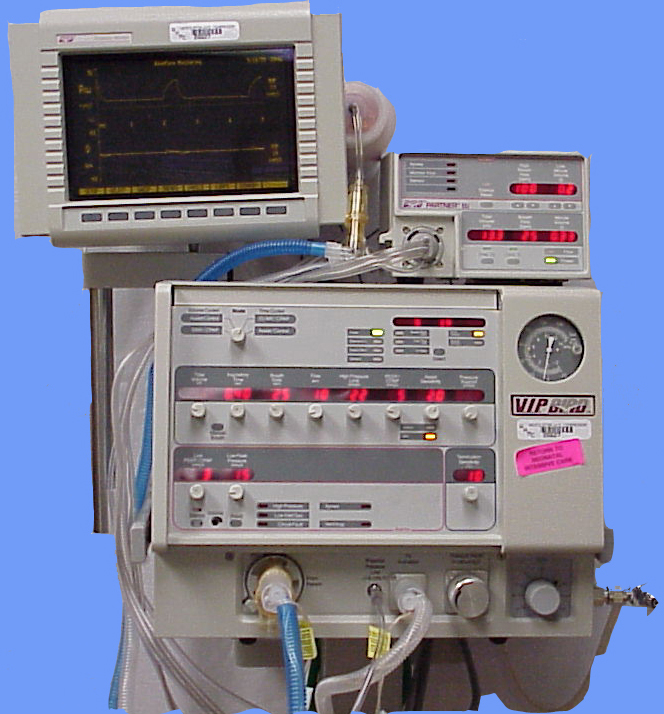
En respirator av märket Bird VIP, 2001

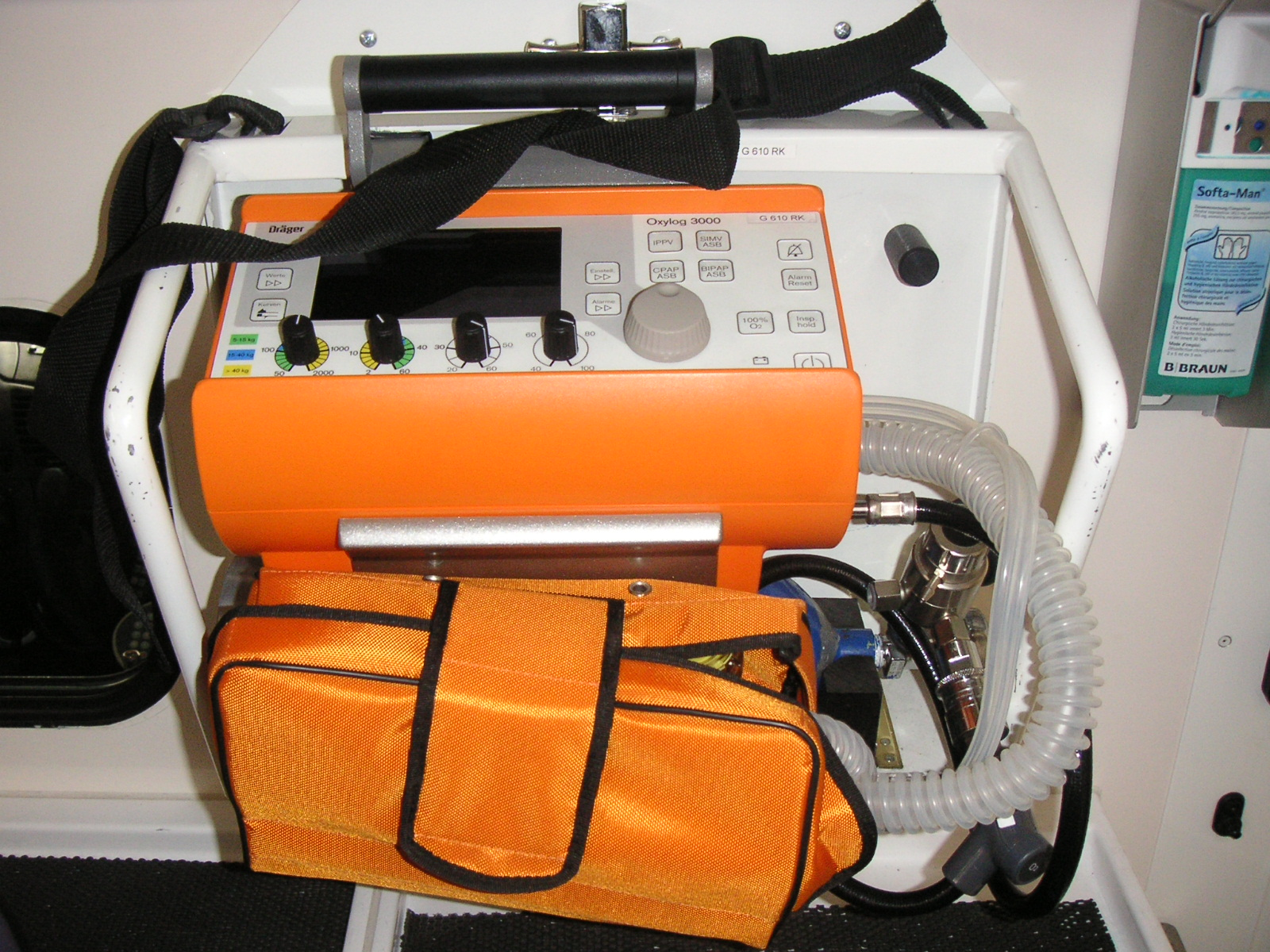
Respirator i ambulans, 2005

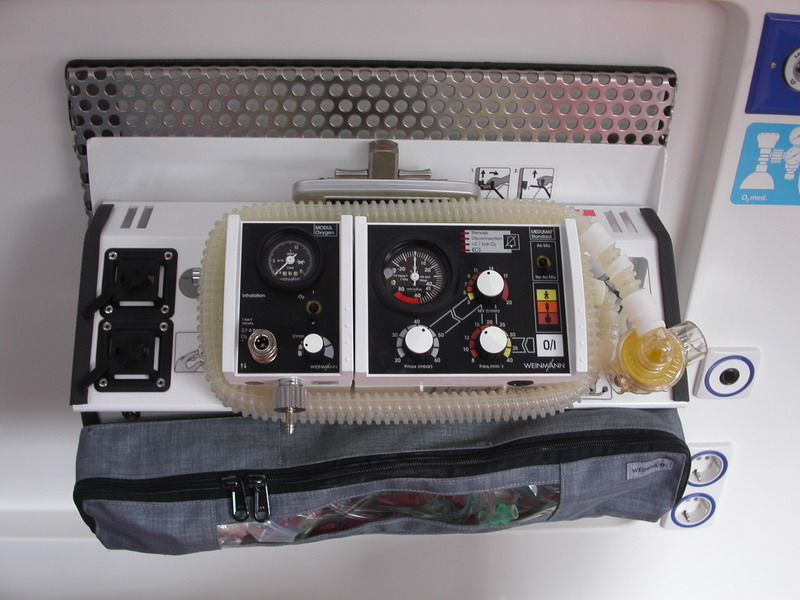
Bärbar nödrespirator, 2005

En respirator eller ventilator är en medicinsk utrustning för att hjälpa patienter med andningen. Respiratorn används idag vid många olika sjukdomstillstånd där patienten av olika anledningar inte kan andas själv. Grundfunktionen är att respiratorn pressar in luft i lungorna för att sedan passivt släppa ut den när andetaget avslutats. Det finns en rad olika inställningar på moderna respiratorer vilket gör att utrustningens stöd kan individualiseras för att passa bäst till patientens sjukdomstillstånd.

## Historia
Respiratorn var en utveckling av den tidigare järnlungan.
Carl Gunnar Engström konstruerade 1950 en vidareutvecklad elektromekanisk respirator (Engstrom Universal Respirator) som fick ett stort genomslag och serietillverkades från 1954. Engströms respirator konstruerades med fokus på alla dem som drabbats av andningsförlamning på grund av polio, och var helt mekanisk med en stor kolv som drevs av en elektrisk motor. Luften från denna kolv överfördes till ett separat patientsystem där man kunde ställa in andningsvolym och andningsfrekvens.
Genom att utnyttja flödesreglering och volymmätning lämnade flera personer, bland annat Björn Jonson, Sven Ingelstedt, Georgios Psarosoch anestesiologen Lars Nordström omkring 1970 betydelsefulla bidrag till utvecklingen av den så kallade ServoVentilatorn. Denna inte bara stödde patientens andning efter dennes behov, utan gav också mätvärden som kunde användas för att diagnosticera och följa patientens andningsproblem, och bidrog därmed till utvecklingen av specialiserade intensivvårdsavdelningar. Dessa koncept har därefter vidareutvecklats ytterligare med modern elektronik. Idag bedrivs forskning och utveckling av respiratorer hos bland annat General Electric, Dräger, MAQUET, Breas, Philips Respironics, Covidien och CardinalHealth. I det tidigare arbetsterapihuset på Ulleråkers sjukhusområde i Uppsala finns ett medicinhistoriskt museum som har respiratorer från Curaisse-respiratorer via Bangs respirator från 1952 till modell Engstrom 2000 från 1990-talet.

## Nutid
Idag är respiratorerna betydligt smidigare och helt elektroniska. För att kunna möjliggöra en meningsfull respiratorvård krävs att patienten har en plastslang, en så kallad tub (endotrachealtub) via munnen eller näsan ner i luftstrupen. Den är försedd med en så kallad kuff, en liten plastballong på tubens utsida, som kan blåsas upp så att tuben sluter tätt mot luftstrupens insida. Alternativt kan en kanyl opereras in i luftstrupen nedanför struphuvudet, en så kallad tracheostomi. Detta görs om respiratorbehandlingen förväntas pågå under lång tid, eller om man planerar att operera patienten i mun eller näsa och där tuben i så fall skulle vara i vägen. Detta kallas invasiv andning.
På senare år har även utvecklats metoder för respiratorbehandling med hjälp av en mask, som sluter tätt mot ansiktet. Detta kallas noninvasiv respiratorbehandling (NIV) och får ses som ett stöd för andningen.
Man kan till respiratorn koppla syrgas, som tillsammans med atmosfärsluft blandas till den syrgashalt man önskar tillföra patienten. Vid speciella behandlingar kan även andra gaser anslutas.
Effekten av respiratorbehandling kan mätas genom ett arteriellt blodgasprov där man får svar på syrgaspartialtrycket (PaO2) och koldioxidpartialtrycket i blodet (PaCO2), vätejonkoncentrationen (pH) samt hemoglobinets syrgasmättnad (saturationen).

## Olika ventilationssätt
Moderna respiratorer har ett flertal olika inställningar för vilken typ av andningshjälp som anses bäst. Man skiljer främst på tryckstyrd och volymstyrd andning. Vid tryckstyrd andning ställs ett inandningstryck in på respiratorn varvid den blåser in luft i patienten tills det förinställda trycket uppnåtts. Då öppnas en ventil och luften släpps ut passivt. Volymstyrd andning innebär att man ställer in tidalvolymen, det vill säga den mängd luft varje andetag skall ha och sedan levererar respiratorn den volymen till patienten. När volymen levererats sker utandningen helt passivt. Vid båda dessa grundinställningar ställer man in andetagsfrekvensen. Tidalvolymen, antingen avläst i displayen eller inställd volym, multipliceras med andetagsfrekvensen och resulterar i minutvolymen, det vill säga den mängd luft patienten andas på en minut.
Som komplement till dessa grundinställningar finns till exempel tryckunderstödd andning då patienten själv triggar, det vill säga patienten själv påbörjar andetag och respiratorn skjuter på luft upp till det inställda inandningstrycket. En modernare variant från 1990-talet är volymkontrollerad tryckstyrd andning (VKTS) som innebär att andetagen levereras obligatoriskt i den volym som förinställts med ett inandningstryck som kontinuerligt anpassar sig till patientens tillstånd och är så lågt som möjligt.
En inställning som är fysiologiskt viktig på respiratorn är Positive end-expiratory pressure (PEEP) som är ett tryck som anläggs i slutet av utandningen och som gör att inte lungblåsorna faller ihop under utandningen. Praxis är att ha minst 5 cmH2O PEEP inställt, men om patienten har svårt att syresätta sig av olika anledningar, kan PEEP höjas. Eftersom PEEP påverkar trycket i bröstkorgen kan PEEP påverka cirkulationen, framför allt minska tillflödet av blod till hjärtat.
En liknande inställning som ofta används är Continuous Positive Airway Pressure (CPAP) som är ett kontinuerligt motstånd på andningen. Detta motverkar att lungblåsorna faller samman. CPAP kan även användas utan respirator med en speciell CPAP-apparat. Denna metod används vid en rad tillstånd, från lungödem till snarkning.
Ytterligare ett annat ventilationssätt är NAVA (Neurally adjusted ventilatory assist), varvid man registrerar andningsmuskeln diafragmas elektriska signal som benämns Edi (jämför med EKG-signalen som avleds från hjärtmuskeln). Signalen matas till respiratorn och används för att göra så att patientens andningshjälp sker synkront med och i proportion till patientens egna ansträngningar.